# Eurema irena
Eurema irena är en fjärilsart som beskrevs av Corbet och Henry Maurice Pendlebury 1932. Eurema irena ingår i släktet Eurema och familjen vitfjärilar. Inga underarter finns listade i Catalogue of Life.